# Parnaenus
Parnaenus  (лат.) — род аранеоморфных пауков из подсемейства Dendryphantinae в семействе пауков-скакунов (Salticidae).

## Виды
- Parnaenus cuspidatus F. O. P-Cambridge, 1901 — Гватемала, Сальвадор
- Parnaenus cyanidens (C. L. Koch, 1846) — от Гватемалы до Перу, Боливия, Бразилия, Гвиана
- Parnaenus metallicus (C. L. Koch, 1846) — Бразилия, Аргентина